# UBE2G2
UBE2G2‏ (Ubiquitin conjugating enzyme E2 G2) هوَ بروتين يُشَفر بواسطة جين UBE2G2 في الإنسان.